# Freney
Freney település Franciaországban, Savoie megyében. Lakosainak száma 107 fő (2022. január 1.). Freney Fourneaux, Modane, Orelle és Saint-André községekkel határos.

## Népesség
A település népességének változása:
| Lakosok száma | 104  | 105  | 106  | 103  | 102  | 99   | 100  | 99   | 107  |
|               | 2013 | 2015 | 2016 | 2017 | 2018 | 2019 | 2020 | 2021 | 2022 |